# Винер, Отто

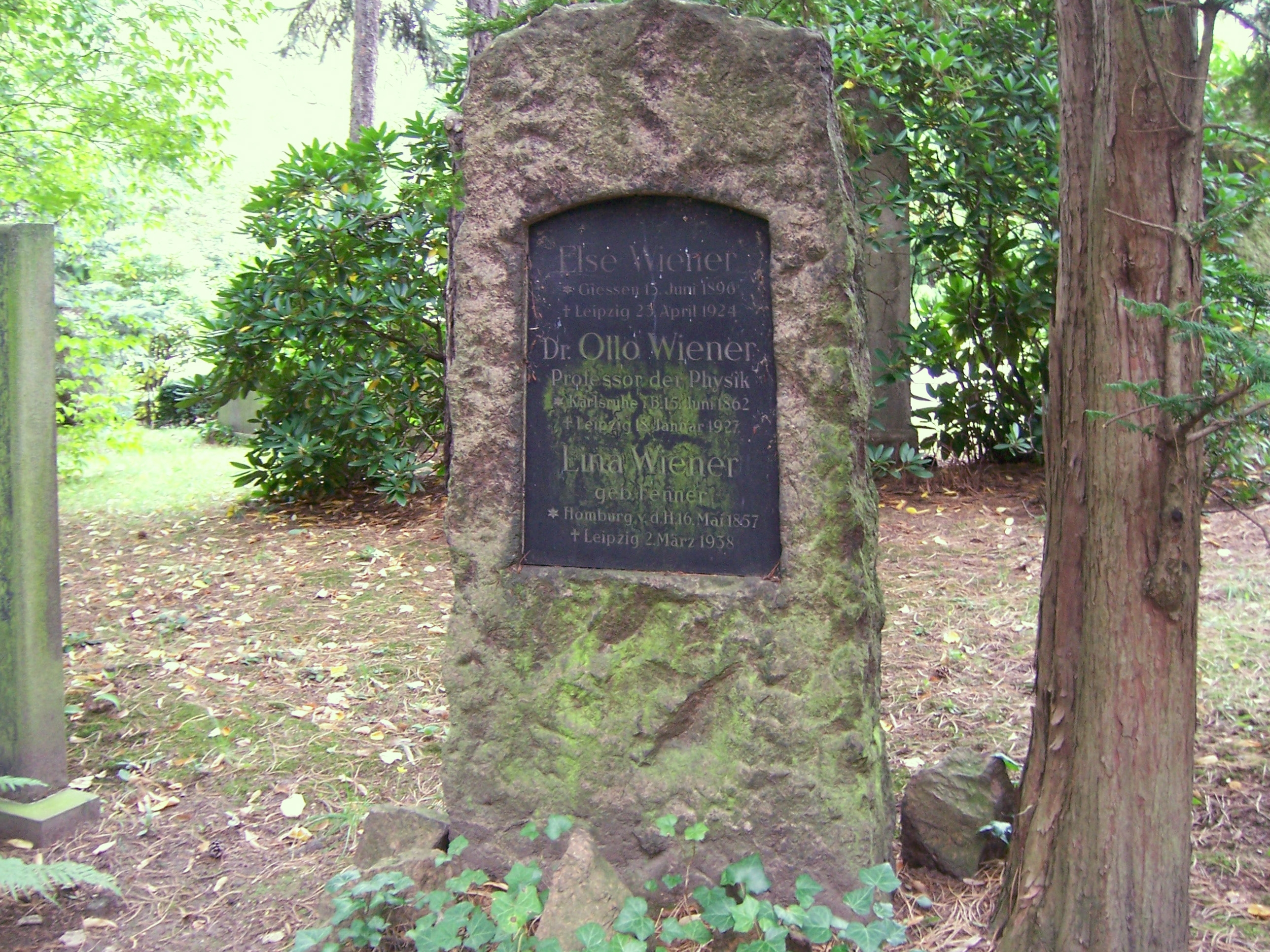
Могила Винера

Отто Генрих Винер (1862—1927) — немецкий физик и педагог.
В 1887 г. получил степень доктора в Страсбургском университете. С 1891 г. — профессор Высшей технической школы в Ахене, с 1895 г. — университета в Гиссене, с 1899 г. — Лейпцигского университета и директор Института физики при университете.
Основные научные исследования в области оптики. В 1890 г. выполнил опыт со стоячими световыми волнами, показавший, что колебания электрического поля совершаются перпендикулярно к плоскости поляризации, а колебания магнитного поля — в самой плоскости (опыт Винера).